# Draugr
Draugr (PSR 1257+12 A, PSR 1257+12 b) – najbliższa planeta krążąca wokół pulsara Lich w odległości 0,19 j.a.

## Nazwa
Nazwa własna planety, Draugr, została wyłoniona w 2015 roku w publicznym konkursie. Draugr to nieumarła istota z mitologii nordyckiej. Nazwy gwiazdy i okrążających ją planet zaproponowali pracownicy Planetarium Südtirol Alto Adige (Włochy).

## Charakterystyka
Okres orbitalny (rok) tej planety to zaledwie 25 dni, a jej masa jest dwukrotnie większa od masy Księżyca. Jest to jedna z najmniej masywnych znanych planet pozasłonecznych.
W roku 1997 pojawiła się hipoteza, jakoby źródłem zaburzeń powodujących wrażenie, że istnieje planeta Draugr, był potężny wiatr gwiazdowy wytwarzany przez pulsar. Została ona odrzucona.